# Liste von Terroranschlägen im Sudan
Die Liste von Terroranschlägen im Sudan beinhaltet eine Übersicht über im Sudan verübte Terroranschläge.

## Erläuterung
In der Spalte Politische Ausrichtung ist die politische bzw. weltanschauliche Einordnung der Täter angegeben: faschistisch, rassistisch, nationalistisch, nationalsozialistisch, sozialistisch, kommunistisch, antiimperialistisch, islamistisch (schiitisch, sunnitisch, deobandisch, salafistisch, wahhabitisch), hinduistisch. Bei vorrangig auf staatliche Unabhängigkeit oder Autonomie zielender Ausrichtung ist autonomistisch vorangestellt, gefolgt von der Region oder der Volksgruppe und ggf. weiteren Merkmalen der Täter: armenisch, irisch (katholisch), kurdisch, tirolisch, tschetschenisch, dagestanisch, punjabisch (sikhistisch), palästinensisch.
Die Opferzahlen der Anschläge werden farbig dargestellt:

Die Zahl bei den Anschlägen getöteter/verletzter Täter ist in Klammern ( ) gesetzt.

## 1984
| Datum/Beginn     | Ort         | Artikel/Quelle(n) | Täter                   | Politische Ausrichtung | Mittel     | Ziel             | Tote | Verletzte | Hintergrund                 |
| ---------------- | ----------- | ----------------- | ----------------------- | ---------------------- | ---------- | ---------------- | ---- | --------- | --------------------------- |
| 13. Februar 1984 | nahe Heglig | [ 1 ]             | Christliche Extremisten |                        | Granate(n) | Passagierdampfer | 300  | 0         | Sezessionskrieg im Südsudan |

## 1994
| Datum/Beginn     | Ort      | Artikel/Quelle(n) | Täter | Politische Ausrichtung | Mittel                    | Ziel    | Tote | Verletzte | Hintergrund |
| ---------------- | -------- | ----------------- | ----- | ---------------------- | ------------------------- | ------- | ---- | --------- | ----------- |
| 04. Februar 1994 | Omdurman | [ 2 ]             |       |                        | Automatische Schusswaffen | Moschee | 16   | 20        |             |

## 2000
| Datum/Beginn      | Ort        | Artikel/Quelle(n) | Täter                           | Politische Ausrichtung | Mittel       | Ziel    | Tote    | Verletzte | Hintergrund |
| ----------------- | ---------- | ----------------- | ------------------------------- | ---------------------- | ------------ | ------- | ------- | --------- | ----------- |
| 08. Dezember 2000 | al-Chartum | [ 3 ]             | vermutlich at-Takfir wa-l-Higra | islamistisch           | Schusswaffen | Moschee | 20 (+1) | 40        |             |

## 2002
| Datum/Beginn   | Ort               | Artikel/Quelle(n)                    | Täter | Politische Ausrichtung | Mittel                      | Ziel               | Tote | Verletzte | Hintergrund  |
| -------------- | ----------------- | ------------------------------------ | ----- | ---------------------- | --------------------------- | ------------------ | ---- | --------- | ------------ |
| 26. April 2002 | Eastern Equatoria | [ 4 ]                                | LRA   | christlich             | Schusswaffen                | Beerdigung         | 60   | 0         | LRA-Konflikt |
| 08. Mai 2002   | Eastern Equatoria | [ 5 ] [ 6 ] [ 7 ] [ 8 ] [ 9 ] [ 10 ] | LRA   | christlich             | Schusswaffen, Brandstiftung | Dörfer, Zivilisten | 470  |           | LRA-Konflikt |

## 2005
| Datum/Beginn    | Ort             | Artikel/Quelle(n) | Täter | Politische Ausrichtung | Mittel        | Ziel       | Tote | Verletzte | Hintergrund     |
| --------------- | --------------- | ----------------- | ----- | ---------------------- | ------------- | ---------- | ---- | --------- | --------------- |
| 24. Januar 2005 | Dschanub Darfur | [ 11 ]            |       |                        | Brandstiftung | Zivilisten | 22   | 26        | Darfur-Konflikt |

## 2006
| Datum/Beginn      | Ort             | Artikel/Quelle(n) | Täter                     | Politische Ausrichtung   | Mittel        | Ziel                | Tote | Verletzte | Hintergrund     |
| ----------------- | --------------- | ----------------- | ------------------------- | ------------------------ | ------------- | ------------------- | ---- | --------- | --------------- |
| 30. Januar 2006   | Schamal Darfur  | [ 12 ]            | SPLA                      |                          | Schusswaffen  | Polizei-Reservisten | 22   | 18        |                 |
| 19. Oktober 2006  | Juba            | [ 13 ]            | vermutlich LRA            | christlich               | Schusswaffen  | Zivilisten          | 42   | 16        | LRA-Konflikt    |
| 11. November 2006 | Scharq Darfur   | [ 14 ]            | Dschandschawid            | arabisch-nationalistisch | Schusswaffen  | Zivilisten          | 80   | 0         | Darfur-Konflikt |
| 20. November 2006 | Dschanub Darfur | [ 15 ]            | vermutlich Dschandschawid | arabisch-nationalistisch | Schusswaffen  | Zivilisten          | 80   | 0         | Darfur-Konflikt |
| 03. Dezember 2006 | Dschanub Darfur | [ 16 ]            |                           |                          | Brandstiftung | Dörfer              | 20   |           | Darfur-Konflikt |

## 2007
| Datum/Beginn     | Ort            | Artikel/Quelle(n) | Täter                     | Politische Ausrichtung                     | Mittel                      | Ziel             | Tote | Verletzte | Hintergrund     |
| ---------------- | -------------- | ----------------- | ------------------------- | ------------------------------------------ | --------------------------- | ---------------- | ---- | --------- | --------------- |
| 08. Januar 2007  | Scharq Darfur  | [ 17 ]            |                           |                                            | Schusswaffen, Brandstiftung | Zivilisten       | 20   | 13        | Darfur-Konflikt |
| 11. April 2007   | Schamal Darfur | [ 18 ]            | vermutlich Dschandschawid | arabisch-nationalistisch                   | Schusswaffen                | Zivilisten       | 40   | 25        | Darfur-Konflikt |
| 15. April 2007   | Schamal Darfur | [ 19 ]            | vermutlich Dschandschawid | arabisch-nationalistisch                   | Schusswaffen                | Zivilisten       | 73   | 0         | Darfur-Konflikt |
| 27. August 2007  | nahe Khartum   | [ 20 ]            |                           |                                            | Granate                     |                  | 6    | 20        |                 |
| 31. August 2007  | Kurdufan       | [ 21 ]            | vermutlich JEM            | islamistisch, populistisch, föderalistisch | Schusswaffen                | Polizisten       | 46   | 11        | Darfur-Konflikt |
| 23. Oktober 2007 | Gharb Kurdufan | [ 22 ]            | JEM                       | islamistisch                               | Schusswaffen, Geiselnahme   | Arbeiter, Ölfeld | 20   | 0         | Darfur-Konflikt |

## 2008
| Datum/Beginn | Ort      | Artikel/Quelle(n) | Täter          | Politische Ausrichtung                     | Mittel       | Ziel                   | Tote | Verletzte | Hintergrund     |
| ------------ | -------- | ----------------- | -------------- | ------------------------------------------ | ------------ | ---------------------- | ---- | --------- | --------------- |
| 10. Mai 2008 | Omdurman | [ 23 ]            | vermutlich JEM | islamistisch, populistisch, föderalistisch | Schusswaffen | Polizisten, Zivilisten | 134  |           | Darfur-Konflikt |

## 2010
| Datum/Beginn       | Ort            | Artikel/Quelle(n) | Täter | Politische Ausrichtung | Mittel           | Ziel       | Tote | Verletzte | Hintergrund     |
| ------------------ | -------------- | ----------------- | ----- | ---------------------- | ---------------- | ---------- | ---- | --------- | --------------- |
| 02. September 2010 | Schamal Darfur | [ 24 ]            |       |                        | Maschinengewehre | Zivilisten | 41   | 50        | Darfur-Konflikt |

## 2011
| Datum/Beginn  | Ort            | Artikel/Quelle(n) | Täter           | Politische Ausrichtung | Mittel       | Ziel                   | Tote     | Verletzte | Hintergrund |
| ------------- | -------------- | ----------------- | --------------- | ---------------------- | ------------ | ---------------------- | -------- | --------- | ----------- |
| 08. Mai 2011  | Warrap         | [ 25 ]            |                 |                        |              | Viehlager              | 34       | 45        |             |
| 19. Mai 2011  | Gharb Kurdufan | [ 26 ]            | vermutlich SPLA |                        | Schusswaffen | Soldaten               | 22       | 2         |             |
| 13. Juni 2011 | Warrap         | [ 27 ]            |                 |                        | Schusswaffen | Polizisten, Zivilisten | 37 (+19) | 0         |             |

## 2013
| Datum/Beginn      | Ort           | Artikel/Quelle(n) | Täter  | Politische Ausrichtung | Mittel       | Ziel       | Tote | Verletzte | Hintergrund     |
| ----------------- | ------------- | ----------------- | ------ | ---------------------- | ------------ | ---------- | ---- | --------- | --------------- |
| 03. Januar 2013   | Scharq Darfur | [ 28 ]            | SPLM-N |                        |              | Zivilisten | 22   | 25        | Darfur-Konflikt |
| 28. November 2013 | Wasat Darfur  | [ 29 ]            |        |                        | Schusswaffen | Bus        | 5    | 25        |                 |

## 2014
| Datum/Beginn       | Ort             | Artikel/Quelle(n)                         | Täter                                  | Politische Ausrichtung   | Mittel                      | Ziel          | Tote | Verletzte | Hintergrund     |
| ------------------ | --------------- | ----------------------------------------- | -------------------------------------- | ------------------------ | --------------------------- | ------------- | ---- | --------- | --------------- |
| 28. Februar 2014   | Dschanub Darfur | [ 30 ]                                    | Dschandschawid                         | arabisch-nationalistisch | Schusswaffen, Brandstiftung | Dörfer        | 31   | 23        | Darfur-Konflikt |
| 02. März 2014      | Dschanub Darfur | [ 31 ] [ 32 ] [ 33 ] [ 34 ] [ 35 ] [ 36 ] | Dschandschawid                         | arabisch-nationalistisch | Schusswaffen, Brandstiftung | Dörfer        | 100+ |           | Darfur-Konflikt |
| 24. Mai 2014       | Schamal Darfur  | [ 37 ]                                    | Dschandschawid                         | arabisch-nationalistisch | Stichwaffen                 | Flüchtlinge   | 0    | 25        | Darfur-Konflikt |
| 11. September 2014 | Schamal Darfur  | [ 38 ]                                    | Liberation and Justice Movement, SLA/M |                          |                             | Militärkonvoi | 23   |           | Darfur-Konflikt |

## 2015
| Datum/Beginn      | Ort               | Artikel/Quelle(n)    | Täter                              | Politische Ausrichtung | Mittel                      | Ziel                       | Tote | Verletzte | Hintergrund     |
| ----------------- | ----------------- | -------------------- | ---------------------------------- | ---------------------- | --------------------------- | -------------------------- | ---- | --------- | --------------- |
| 12. März 2015     | Dschanub Kurdufan | [ 39 ] [ 40 ] [ 41 ] | SPLM-N                             |                        | Schusswaffen, Brandstiftung | Militäranlagen, Zivilisten | 40   | 45        |                 |
| 28. März 2015     | Dschanub Kurdufan | [ 42 ] [ 43 ]        | SPLM-N, Sudan Revolutionary Front  |                        | Schusswaffen, Brandstiftung | Markt, Dörfer              | 40   | 0         |                 |
| 02. Juni 2015     | Dschanub Kurdufan | [ 44 ]               | SPLM-N                             |                        |                             | Militärkonvoi              | 6    | 26        |                 |
| 25. Juni 2015     | Talodi            | [ 45 ] [ 46 ]        | SPLM-N                             |                        | Schusswaffen, Brandstiftung | Goldmine                   | 35   | 30        |                 |
| 23. November 2015 | Schamal Darfur    | [ 47 ] [ 48 ]        |                                    |                        | Schusswaffen, Peitschen     | Bauern                     | 0    | 26        | Darfur-Konflikt |
| 11. Dezember 2015 | Schamal Darfur    | [ 49 ]               | Sudan Liberation Army-Minni Minawi |                        |                             | Minenarbeiter              | 0    | 40        | Darfur-Konflikt |

## 2016
| Datum/Beginn    | Ort               | Artikel/Quelle(n) | Täter          | Politische Ausrichtung | Mittel                     | Ziel       | Tote | Verletzte | Hintergrund     |
| --------------- | ----------------- | ----------------- | -------------- | ---------------------- | -------------------------- | ---------- | ---- | --------- | --------------- |
| 01. Januar 2016 | Dschanub Kurdufan | [ 50 ]            | Dschandschawid | nationalistisch        | Schusswaffen, Misshandlung | Zivilisten | 6    | 22        | Darfur-Konflikt |

## 2017
| Datum/Beginn    | Ort            | Artikel/Quelle(n) | Täter | Politische Ausrichtung | Mittel           | Ziel             | Tote | Verletzte | Hintergrund     |
| --------------- | -------------- | ----------------- | ----- | ---------------------- | ---------------- | ---------------- | ---- | --------- | --------------- |
| 01. Januar 2017 | Wasat Darfur   | [ 51 ]            | SLA   |                        | Schusswaffen     | Flüchtlingslager | 8    | 60        | Darfur-Konflikt |
| 24. Mai 2017    | Schamal Darfur | [ 52 ]            |       |                        | Maschinengewehre | Konvoi           | 1    | 20        |                 |

## 2019
| Datum/Beginn      | Ort             | Artikel/Quelle(n) | Täter               | Politische Ausrichtung   | Mittel                             | Ziel             | Tote   | Verletzte | Hintergrund               |
| ----------------- | --------------- | ----------------- | ------------------- | ------------------------ | ---------------------------------- | ---------------- | ------ | --------- | ------------------------- |
| 13. April 2019    | Dschanub Darfur | [ 53 ]            |                     |                          | Schusswaffen                       | Flüchtlinge      | 8 (+5) | 31        | Darfur-Konflikt           |
| 03. Juni 2019     | Khartum         | [ 54 ]            | TMC, Dschandschawid | arabisch-nationalistisch | Schuss- und Stichwaffen, Fahrzeuge | Demonstration    | 118    | 650+      | Proteste im Sudan 2018–19 |
| 29. Dezember 2019 | Gharb Darfur    | [ 55 ]            | Stammesangehörige   |                          | Schusswaffen, Brandstiftung        | Flüchtlingslager | 24     | 17        | Darfur-Konflikt           |

## 2020
| Datum/Beginn    | Ort             | Artikel/Quelle(n) | Täter                            | Politische Ausrichtung   | Mittel                      | Ziel | Tote | Verletzte | Hintergrund     |
| --------------- | --------------- | ----------------- | -------------------------------- | ------------------------ | --------------------------- | ---- | ---- | --------- | --------------- |
| 22. Januar 2020 | Gharb Kurdufan  | [ 56 ]            | vermutlich Misseriye-Extremisten |                          | Brandstiftung               | Dorf | 32   | 24        |                 |
| 24. Juli 2020   | Dschanub Darfur | [ 57 ]            |                                  |                          | Schusswaffen                | Dorf | 20   | 22        | Darfur-Konflikt |
| 25. Juli 2020   | Gharb Darfur    | [ 58 ]            | vermutlich Dschandschawid        | arabisch-nationalistisch | Schusswaffen, Brandstiftung | Dorf | 61   | 54        | Darfur-Konflikt |

## 2021
| Datum/Beginn    | Ort             | Artikel/Quelle(n) | Täter       | Politische Ausrichtung | Mittel | Ziel        | Tote | Verletzte | Hintergrund     |
| --------------- | --------------- | ----------------- | ----------- | ---------------------- | ------ | ----------- | ---- | --------- | --------------- |
| 16. Januar 2021 | Gharb Darfur    | [ 59 ]            | Milizionäre |                        |        | Milizionäre | 83   | 160       | Darfur-Konflikt |
| 18. Januar 2021 | Dschanub Darfur | [ 60 ]            | Milizionäre |                        |        | Milizionäre | 47   |           | Darfur-Konflikt |

## 2023
| Datum/Beginn      | Ort           | Artikel/Quelle(n)    | Täter                                | Politische Ausrichtung   | Mittel | Ziel       | Tote  | Verletzte | Hintergrund                |
| ----------------- | ------------- | -------------------- | ------------------------------------ | ------------------------ | ------ | ---------- | ----- | --------- | -------------------------- |
| 08. November 2023 | al-Dschunaina | Massaker in Ardamata | Dschandschawid, Rapid Support Forces | arabisch-nationalistisch |        | Zivilisten | 2.000 | 3.000     | Krieg im Sudan (seit 2023) |

## 2024
| Datum/Beginn       | Ort          | Artikel/Quelle(n)             | Täter                | Politische Ausrichtung | Mittel                                      | Ziel                                           | Tote     | Verletzte | Hintergrund                |
| ------------------ | ------------ | ----------------------------- | -------------------- | ---------------------- | ------------------------------------------- | ---------------------------------------------- | -------- | --------- | -------------------------- |
| 05. Juni 2024      | al-Dschazira | Massaker in Wad An Nora       | Rapid Support Forces |                        | Artillerie, Schusswaffen                    | Dorf, Krankenhaus, Markt, Soldaten, Zivilisten | 150–200+ | 200+      | Krieg im Sudan (seit 2023) |
| 07. Juni 2024      | Khartum      | [ 63 ]                        | Rapid Support Forces |                        | Artillerie                                  | Zivilisten                                     | 40       | 50        | Krieg im Sudan (seit 2023) |
| 27. Juli 2024      | al-Fāschir   | [ 64 ]                        | Rapid Support Forces |                        | Artillerie                                  | Märkte, Krankenhäuser, Wohngebäude             | 22       | 75        | Krieg im Sudan (seit 2023) |
| 17. August 2024    | Sannar       | Galgani-Massaker              | Rapid Support Forces |                        | Brandstiftung                               | Dorfbewohner                                   | 85       | 153       | Krieg im Sudan (seit 2023) |
| 09. September 2024 | Sannar       | [ 66 ]                        | Rapid Support Forces |                        | Artillerie                                  | Zivilisten                                     | 31       | 100       | Krieg im Sudan (seit 2023) |
| 26. Oktober 2024   | al-Dschazira | Massaker in al-Dschazira 2024 | Rapid Support Forces |                        | Schusswaffen, Brandstiftung, Vergewaltigung | Dorf                                           | 300      | 200       | Krieg im Sudan (seit 2023) |
| 09. Dezember 2024  | Khartum      | [ 68 ]                        |                      |                        | Sprengstoff                                 | Tankstelle                                     | 28       | 37        | Krieg im Sudan (seit 2023) |
| 10. Dezember 2024  | Omdurman     | [ 69 ]                        | Rapid Support Forces |                        | Artillerie                                  | Markt, Passagierbus, Zivilisten                | 65       | 200+      | Krieg im Sudan (seit 2023) |
| 13. Dezember 2024  | al-Fāschir   | [ 70 ]                        | Rapid Support Forces |                        | Raketen                                     | Krankenhaus                                    | 9        | 20        | Krieg im Sudan (seit 2023) |
| 30. Dezember 2024  | Khartum      | [ 71 ]                        | Rapid Support Forces |                        | Raketen                                     | Krankenhaus                                    | 9        | 121       | Krieg im Sudan (seit 2023) |

## 2025
| Datum/Beginn     | Ort      | Artikel/Quelle(n) | Täter                | Politische Ausrichtung | Mittel     | Ziel        | Tote | Verletzte | Hintergrund                |
| ---------------- | -------- | ----------------- | -------------------- | ---------------------- | ---------- | ----------- | ---- | --------- | -------------------------- |
| 01. Februar 2025 | Omdurman | [ 72 ]            | Rapid Support Forces |                        | Artillerie | Markt       | 54   | 158       | Krieg im Sudan (seit 2023) |
| 04. Februar 2025 | Khartum  | [ 73 ]            | Rapid Support Forces |                        | Artillerie | Krankenhaus | 6    | 38        | Krieg im Sudan (seit 2023) |